# Kyselina ethylendiamin-N,N'-dijantarová
Kyselina ethylendiamin-N,N'-dijantarová (EDDS) je organická sloučenina patřící mezi aminopolykarboxylové kyseliny. Používá se jako chelatační činidlo, které lze použít jako biologicky rozložitelnou náhražku kyseliny ethylendiamintetraoctové.

## Struktura a vlastnosti
EDDS má dvě chirální centra, a vytváří tak tři stereoizomery; enantiomery (R,R) a (S,S) a nechirální meso izomer (R,S) isomer. Jako náhražka kyseliny ethylendiamintetraoctové se používá pouze (S,S)-izomer, protože (R,S) a (R,R) se hůře rozkládají.

## Příprava a výroba
Tato sloučenina byla poprvé připravena reakcí kyseliny maleinové s ethylendiaminem.
K průmyslové výrobě lze použít ethylenediamin s kyselinou fumarovou nebo maleinovou, za přítomnosti upravených mikroorganismů.

### Z kyseliny asparagové
(S,S)-izomer se vyrábí alkylací 1,2-dibromethanu s kyselinou L-asparagovou. Racemickou kyselinu lze získat z ethylendiaminu a kyseliny fumarové nebo maleinové.

## Koordinační vlastnosti

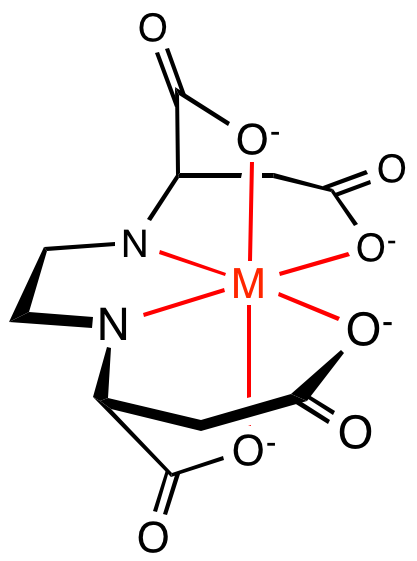
Oktaedrický chelátový komplex

V následující tabulce jsou porovnány vlastnosti (S,S)-EDDS a EDTA při chelataci železitých iontů:
| Reakce vytvářející komplex                            | Rovnovážná konstanta |
| ----------------------------------------------------- | -------------------- |
| [Fe(H2O)6]3+ + (S,S)-EDDS4− → Fe[(S,S)-EDDS]− + 6 H2O | KEDDS = 1020,6       |
| [Fe(H2O)6]3+ + EDTA4− → Fe(EDTA)− + 6 H2O             | KEDTA = 1025,1       |

Vzhledem k nižší stabilitě [Fe(S,S)-EDDS]− je vhodné rozpětí pH pro komplex (S,S)-EDDS mezi 3 a 9, zatímco u komplexu EDTA mezi 2 a 11; i tak je ale toto rozmezí použitelné ve většině případů.
(S,S)-EDDS a EDTA mají také odlišnou strukturu. Šest donorových míst EDTA vytváří kolem kovového iontu pět pět pětičlenných chelátových kruhů, čtyři NC2OFe a jeden C2N2Fe kruh. C2N2Fe a dva NC2OFe kruhy vytváří rovinu, na kterou jsou dva NC2OFe kolmé, přičemž se vytváří symetrie typu C2. Pětičlenné kruhy vykazují mírné napětí. U EDDS se z šesti donorových míst vytvářejí pěti- i šestičlenné chelátové kruhy: dva NC2OFe, dva NC3OFe, a jeden C2N2Fe. Zkoumáním krystalové struktury komplexu Fe[(S,S)-EDDS]− bylo zjištěno, že dva pětičlenné NC3OFe kruhy se nachází mimo rovinu komplexu, což vede k menšímu napětí na ekvatoriálním kruhu než u Fe[EDTA]−. I tento komplex je C2-symetrický.

## Použití
(S,S)-EDDS má využití jako chelatační činidlo, které je náhradou kyseliny ethylendiamintetraoctové. EDTA se v přírodě přeměňuje na kyselinu ethylendiamintrioctovou a následně cyklizuje za vzniku diketopiperazinu, který se v životním prostředí hromadí.
(S,S)-EDDS byl vyvinut jako biologicky rozložitelné chelatační činidlo a stabilizátor detergentů a kosmetických přípravků.